# غوران كوزومارا
غوران كوزومارا (بالسلوفينية: Goran Kozomara)‏ مواليد 5 يونيو 1981، هو لاعب كرة يد سلوفيني. يلعب حاليا مع نادي آلبورغ لكرة اليد في الدوري الدنماركي لكرة اليد ويحمل الرقم 9. مثل منتخب سلوفينيا لكرة اليد. لعب سابقا مع نادي كانتابريا لكرة اليد.